# Fengyun

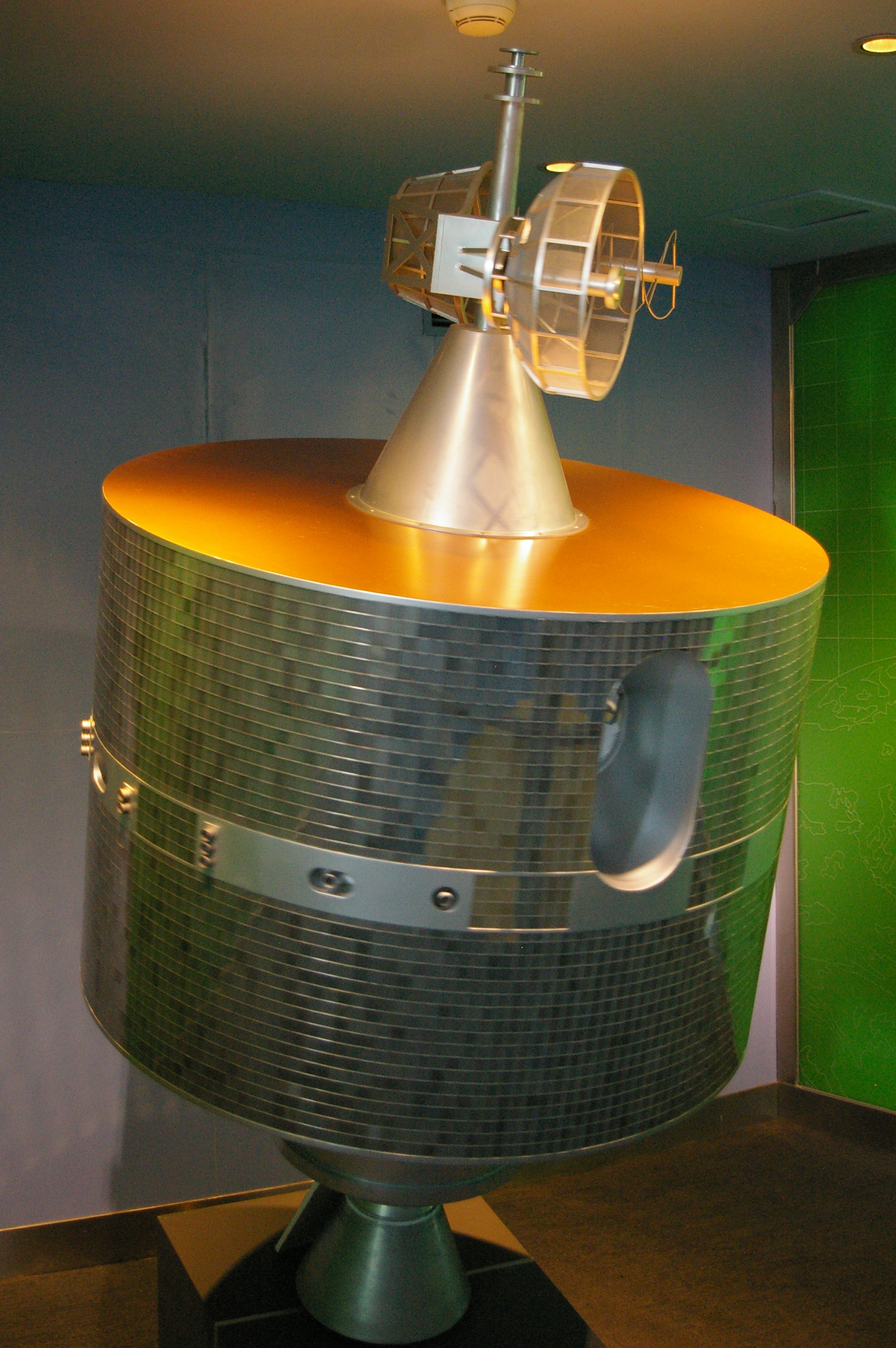
Modelo del satélite Fengyun-2.

Fēngyún (en chino tradicional, 風雲; en chino simplificado, 风云; literalmente, ‘nube de viento’), abv. FY son unos satélites meteorológicos chinos. China ha estado lanzando en órbita polar y en órbita geosincrónica estos satélites desde 1988. 
Los satélites de la serie FY-1 son polares, con órbita heliosincrónica. En cambio, los satélites de la serie FY-2 están en órbita geosincrónica.
Los satélites meteorológicos son importantes en oceanografía, agricultura, silvicultura, hidrología, aviación, navegación, protección ambiental, seguridad nacional, etc. Contribuyen a la economía nacional y a la prevención y mitigación de desastres. Los satélites vigilan el mal tiempo durante todo el día, sobre todo las tormentas de convección, tormentas eléctricas y granizadas. También moitorizan el desarrollo de tormentas de polvo, la calidad del aire y proporcionan alertas tempranas.
El 11 de enero de 2007 China destruyó el satélite FY-1C en una prueba de misiles antisatélite. Según la NASA, la destrucción intencionada este satélite produjo 2.841 fragmentos que viajan a gran velocidad, más cantidad de basura espacial peligrosa que cualquier otra misión espacial en la historia.

## Satélites actuales y previos
| Fecha de lanzamiento     | Satélites | Vehículo | Órbita     | En uso            | Resolución | Altura | Diámetro |
| ------------------------ | --------- | -------- | ---------- | ----------------- | ---------- | ------ | -------- |
| 7 de septiembre de 1988  | FY-1A     | CZ-4     | OHS        | No                | 1,08 km    | 1,2 m  | 1,4 m    |
| 3 de septiembre de 1990  | FY-1B     | CZ-4     | OHS        | No                | 1,08 km    | 1,8 m  | 1,4 m    |
| 10 de junio de 1997      | FY-2A     | CZ-3     | OGS 105°E  | No                | 1,25 km    | 4,5 m  | 2,1 m    |
| 10 de mayo de 1999       | FY-1C     | CZ-4     | OHS        | destruido en 2007 |            |        |          |
| 25 de junio de 2000      | FY-2B     | CZ-3     | OGS 105°E  | No                | 1,25 km    | 4,5 m  | 2,1 m    |
| 15 de mayo de 2002       | FY-1D     | CZ-4B    | OHS        | Sí                | 1,08 km    | 1,8 m  | 1,4 m    |
| 19 de octubre de 2004    | FY-2C     | CZ-3A    | OGS 105°E  | No                | 1,25 km    | 4,5 m  | 2,1 m    |
| 8 de diciembre de 2006   | FY-2D     | CZ-3A    | OGS 86.5°E | Sí                | 1,25 km    | 4,5 m  | 2,1 m    |
| 27 de mayo de 2008       | FY-3A     | CZ-4C    | OHS        | Sí                | 250 m      | 4 m    | 2 m      |
| 23 de diciembre de 2008  | FY-2E     | CZ-3A    | OGS 105°E  | Sí                | 1,25 km    | 4,5 m  | 2,1 m    |
| 4 de noviembre de 2010   | FY-3B     | CZ-4C    | OHS        | Sí                | 250 m      | 4 m    | 2 m      |
| 13 de enero de 2012      | FY-2F     | CZ-3A    |            |                   |            |        |          |
| 23 de septiembre de 2013 | FY-3C     | CZ-4C    |            |                   |            |        |          |

## Satélites planeados
La serie FY-4 está diseñada como un reemplazo para los satélites geoestacionarios de la serie FY-2. No se esperan lanzamientos antes de 2015.